# Губернский секретарь

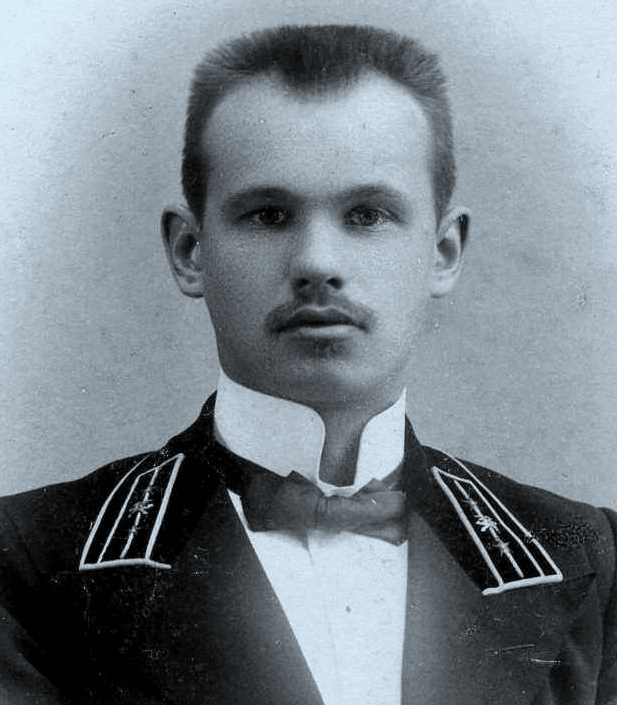
Губернский секретарь

Губернский секретарь — гражданский чин 12-го класса в Российской империи в 1722—1917 годах.
Восходит к должности губернского секретаря, введённой в начале XVIII века в губернских канцеляриях. В Табели о рангах от 24 января 1722 года. Впервые упоминается как гражданский чин 12-го класса. В дальнейшем чин губернского секретаря перестал ассоциироваться только с должностью в системе органов местного управления, распространившись на всю систему государственных учреждений. Кандидат на присвоение чина губернского секретаря необязательно должен был быть дворянином.
Правилами о порядке производства в чины по гражданской службе от 25 июня 1834 года было установлено, что чин губернского секретаря даёт его обладателю право на личное почётное гражданство. При этом обращение к губернскому секретарю, как и к чиновникам низших классов, оставалось «ваше благородие». Закон от 9 декабря 1856 года «О сроках производства в чины по службе гражданской» установил, что для получения чина губернского секретаря следовало не менее 3 лет прослужить в более низком чине — коллежским регистратором; столько же лет службы требовалось и для производства в высший чин. При получении чина за отличие срок мог сокращаться вполовину. За безупречную службу губернский секретарь мог получить орден Святого Станислава 3-й степени. Данный чин прекратил существование с 12 (25) ноября 1917 года — даты вступления в силу Декрета об уничтожении сословий и гражданских чинов.

## Соответствие армейским званиям
Губернский секретарь, чин XII класса, соответствовал армейскому чину поручика, то есть современному старшему лейтенанту.

## Знаки различия
Петлица или погон чиновника имели две звёздочки диаметром 11,2 мм на одном просвете, там же крепилась эмблема (арматура) служебного ведомства.

## В литературе
- повесть "Тарантас" В.А.Соллогуб: чиновник XII класса в отставке говорит про Москву: "…Здесь только что спрашивают, какой у тебя чин. Скажешь: губернский секретарь – никто на тебя и смотреть не хочет"
- рассказ "Либерал" А.П.Чехов: герой Понимаев имел  чин губернский секретарь
- повесть "Палата N6" А.П.Чехов: бывший судебный пристав Громов был губернский секретарь
- повесть "Кто виноват?" А.И.Герцен: герой Бельтов был отставной губернский секретарь
- повесть "Декоратор" Бориса Акунина, входящая в диптих "Особые поручения": Анисий Тюльпанов дослуживается до чина губернского секретаря, но его убивает антагонист повести Соцкий